# Hyléores

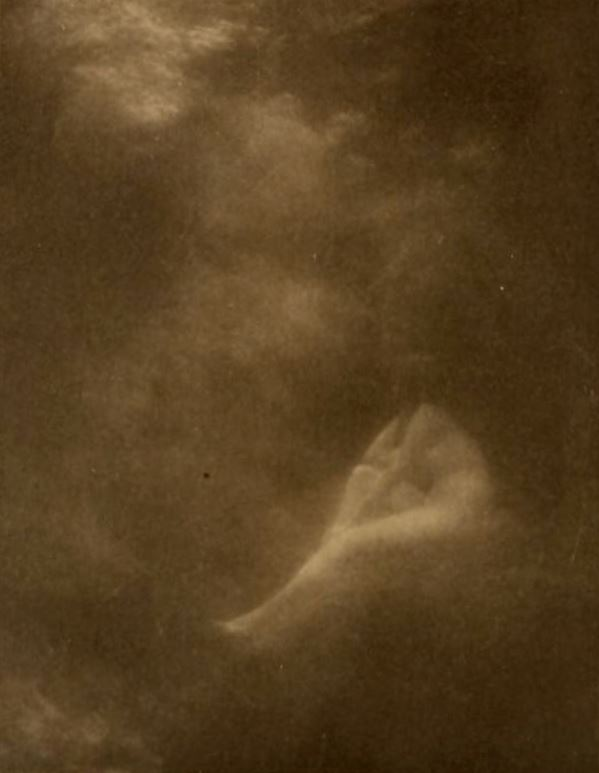
La dryade des bois photo/illustration pour un article par Jesse T. Banfield, Camera Craft (1913).

Dans la mythologie grecque, les hyléores sont les nymphes (dryades comme hamadryades) associées aux sapins et autres conifères.

## Fonctions
Les Nymphes Hyléores font partie des nymphes terrestres ou Épigées, spécialisées pour la protection et le développement des arbres. Plus précisément, ce sont les protectrices des sapins et des conifères.

## Exemple

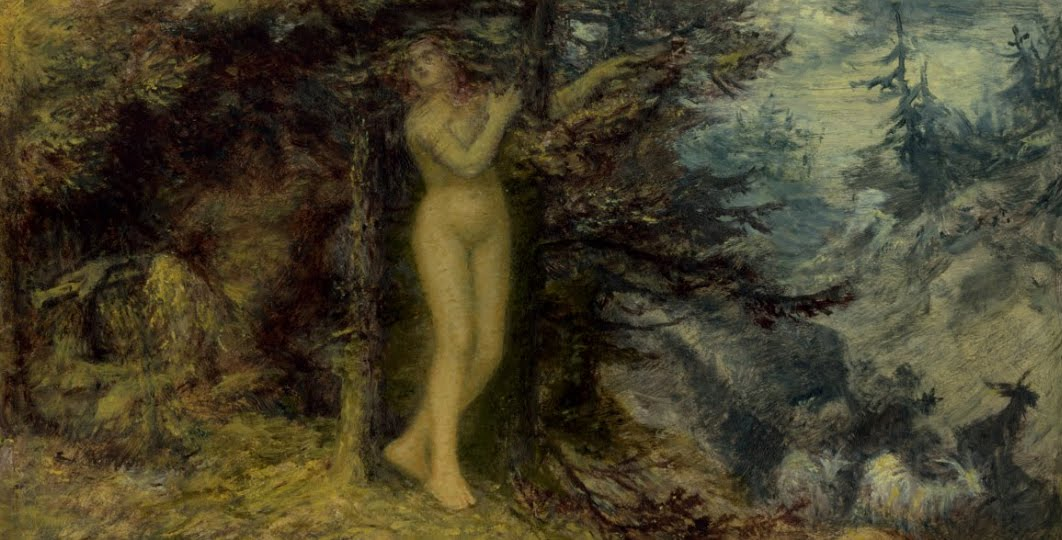
Métamorphose de Pitys en pin, par Edward Calvert, vers 1850.

La nymphe Pitys, originellement une Oréade (nymphe des montagnes ou des grottes) poursuivie par les assiduités du dieu Pan émoustillé par sa beauté, implora les dieux de lui accorder leur aide pour lui échapper. Les dieux, emplis de pitié pour la malheureuse, la transformèrent en arbre, un pin. Elle devient donc ainsi une hyléore.